# Hymer
Hymer er i nordisk mytologi navnet på en jætte, som ejede en enorm kedel. En kedel aserne havde brug for ved et af Ægirs gilder. Hymer blev derfor engang besøgt af Thor og Tyr.
Ved samme lejlighed tager Thor på fisketur i Hymers båd og får Midgårdsormen på krogen og næsten fanger den, da jætten Hymer i skræk skærer linen over, og ormen forsvinder tilbage i havet.